# 殷山駅
殷山駅（ウンサンえき）は朝鮮民主主義人民共和国平安南道殷山郡にある、朝鮮民主主義人民共和国鉄道省の駅である。

## 乗り入れ路線
平羅線、殷山線の計2路線が乗り入れている。

## 歴史
- 1929年10月1日：開業[1]。

## 隣の駅
朝鮮民主主義人民共和国鉄道省
平羅線
新蓮浦駅 - 殷山駅 - 首陽駅
殷山線
殷山駅 - 鶴山駅